# Coniodes plumogeraria
Coniodes plumogeraria là một loài bướm đêm trong họ Geometridae.